# Clermontia samuelii
Clermontia samuelii là loài thực vật có hoa trong họ Hoa chuông. Loài này được F.B.Forbes mô tả khoa học đầu tiên năm 1920.